# 's-Gravenhoek
 's-Gravenhoek est une ancienne commune néerlandaise de la province de Zélande, située sur l'île de Beveland-du-Nord.
L'ancienne seigneurie de 's-Gravenhoek consistait en deux polders, Oud-'s-Gravenhoek et Nieuw-'s-Gravenhoek, inondés respectivement en 1745 et 1750. Il ne restait que quelques polders à l'est de Wissenkerke, lorsque 's-Gravenhoek a été érigé en commune. Comme la commune n'avait que peu d'habitants et seulement un habitat dispersé, elle a été supprimée dès 1816 et réunie à Wissenkerke.